# Topikalisierung
Als Topikalisierung (abgeleitet von dem aus dem Englischen stammenden Begriff topic) bezeichnet man in der Sprachwissenschaft eine Voranstellung eines Satzteils, die normalerweise die Funktion hat, den Satzteil als Topik zu kennzeichnen, d. h. als Information, die im Kontext schon bekannt ist. 
In der Grammatik des Englischen ist Topikalisierung eine nicht obligatorische Konstruktion, bei der ein Satzteil vor den üblichen Kernsatz der Form SVO angehängt wird („dislocation“). In der deutschen Grammatik ist es jedoch oft üblich, den Begriff Topikalisierung in einem rein grammatischen Sinn als gleichbedeutend mit Vorfeldbesetzung zu benutzen, also für die obligatorische Voranstellung eines Satzteils vor das finite Verb im Aussagesatz, auch wenn im Einzelfall eine andere Bedeutungsfunktion vorliegt.

## Beispiele im Deutschen

### Topikalisierung und Vorfeldbesetzung
Die normalste Satzform ist in vielen Sprachen eine, in der das Subjekt die Funktion eines Topiks hat und aus grammatischen Gründen sowieso am Satzanfang steht. Auch im deutschen Verbzweitsatz ist dies eine normale Abfolge, wenngleich das Subjekt nicht auf die Stellung am Satzanfang festgelegt ist:
| (1) | [Hans]Subj geht [in das Haus]. |

Soll ein anderes Satzglied, wie etwa im Beispiel die Präpositionalphrase in das Haus, innerhalb des Satzes eine besondere Funktion erhalten, wird sie anstelle des Subjektes an den Anfang des Satzes gestellt:
| (2) | [In das Haus] geht [HANS]Subj. |

In der Aussprache kann hier Hans eine Kontrastbetonung erhalten, während in das Haus unbetont bliebe und so als Topik markiert wird; der Satz wäre dann natürlicherweise als Antwort auf eine Frage zu gebrauchen wie: „Wer soll in das Haus gehen?“ (da in das Haus somit vorerwähnt ist, ist es für den Antwortsatz als Topik gesetzt). Mit einer anderen Betonung ausgesprochen, kann jedoch in das HAUS auch die Funktion eines Kontrastes erhalten:
| (2) | [In das HAUS] geht [Hans]Subj. |

Hier liegt dann kein Topik am Satzanfang vor (auch wenn in einem rein grammatischen Sinn immer noch von „Topikalisierung“ der Präpositionalphrase in das Haus gesprochen würde). Die Funktion der Voranstellung im Kontext wäre jedoch z. B. die Zurückweisung der Idee, dass Hans anderswohin als ins Haus geht.

### Sonderfall: Gespaltene Topikalisierung
Normalerweise gilt die Topikalisierung (im Sinne von Vorfeldbesetzung) im Deutschen als ein Test auf Satzglied-Status. In einigen Fällen (bei Indefinita), ist es jedoch möglich, dass eine Phrase scheinbar aufgespalten wird, so dass nur ein Teil davon topikalisiert erscheint.
```
[ 
Viele schwarze Käfer
 ] krabbelten herum.
[ 
Schwarze Käfer
 ] krabbelten [ 
viele
 ] herum.
```

Erwartungsgemäß hat der zweite Satz eine Interpretation, in der die Existenz (oder Möglichkeit) von schwarzen Käfern bereits als bekannt vorausgesetzt ist (also Topik ist), die neue Information ist dann nur noch, dass es viele davon gibt. (Im ersten Satz besteht dieser Effekt nicht; das Vorfeld wird hier eher gar nicht als Topik aufgefasst, was wie oben gesagt auch möglich ist).

### Linksversetzung
- Siehe auch: Feldermodell des deutschen Satzes#Zusätzliche Felder in der Peripherie

 Eine andere Möglichkeit, ein Topik an den Satzanfang zu setzen, ist die Linksversetzung: Hier steht das Topik außerhalb des gesamten Hauptsatzes (incl. Vorfeld) im linken Außenfeld und wird im Inneren durch einen Platzhalter (in den folgenden Beispielen ein Pronomen) wieder aufgenommen, wie in Beispiel (3). Zwischen der linksversetzten Nominalphrase und  dem Pronomen besteht meist Genus-, Numerus- und Kasuskongruenz:
| (3) | „Der Berg, der kennt kein Einsehen.“ |

Topiks können ebenso nachgeschoben werden, indem sie nach dem vollständigen Hauptsatz, der ein Pronomen enthält, rechts angehängt werden, und den Bezug des Pronomens erklären. Beispiel (4) zeigt eine solche Rechtsversetzung zusammen mit einer Linksversetzung:
| (4) | „Und wen er einmal gerufen hat, den holt er sich auch, der Watzmann.“ |

Topiks können auch durch spezielle Formulierungen explizit als solche eingeführt werden:
| (5) | „Was Versetzungskonstruktionen betrifft, wo gäbe es schönere Beispiele als hier?“ |

## Topikalisierung im Englischen
Im Englischen können Einheiten, die die Funktion eines Topiks haben, vor dem Subjekt am Satzanfang angehängt werden. In dieser Position erscheinen z. B. häufig Adverbiale, die Orts- oder Zeitangaben als Rahmen des Geschehens setzen:
| (6) | During the holidays, I will write a few articles. |

In eingeschränkterer Weise können auch Objekte des Verbs in derselben Weise an den Satzanfang gezogen werden (das Objekt fehlt dann an seiner Basisposition, die Topikalisierung kann mithin als Bewegung des Objekts beschrieben werden):
| (7) | That pizza, I won’t eat. |

In dieser Hinsicht ähnelt die Topikalisierung der Voranstellung von Fragewörtern („wh-Bewegung“): In beiden Fällen kann z. B. die Ergänzung einer Präposition nach vorn bewegt werden, so dass die Präposition allein am Satzende zurückbleibt („Preposition Stranding“, eine Konstruktion, die im Deutschen nicht möglich ist):
| (8a) | Bill is living in that one house on the hill.                       |
| (8b) | Which house is Bill living in -- ? (Fragesatzbildung)               |
| (8c) | That one house on the hill, Bill is living in --. (Topikalisierung) |

Im Unterschied zur Fragesatzbildung löst Topikalisierung jedoch im Englischen keine Inversion des Hilfsverbs aus. — Topikalisierungskonstruktionen im Englischen sind freier möglich als im Deutschen, wo nur das Vorfeld oder eine Versetzungskonstruktion zur Verfügung stehen. Im Englischen ist mehrfache Topikalisierung möglich, außerdem kann Topikalisierung ebenso wie in Hauptsätzen auch in Nebensätzen hinter einer Konjunktion erscheinen. Im folgenden Beispiel ist beides kombiniert:
| (9a) | To that man, liberty we would never grant.                     |
| (9b) | They told me that to that man, liberty they would never grant. |